# Tipton County, Indiana
Tipton County är ett administrativt område i delstaten Indiana, USA, med 15 936 invånare. Den administrativa huvudorten (county seat) är Tipton. Countyt har fått sitt namn efter politikern John Tipton.

## Geografi
Enligt United States Census Bureau har countyt en total area på 674 km². 674 km² av den arean är land och 0 km² är vatten.

### Angränsande countyn
- Howard County - norr
- Grant County - nordost
- Madison County - öst
- Hamilton County - söder
- Clinton County - väst